# Liste der Monuments historiques in Ploudiry
Die Liste der Monuments historiques in Ploudiry führt die Monuments historiques in der französischen Gemeinde Ploudiry auf.

## Liste der Bauwerke
| Bezeichnung                                | Beschreibung | Standort | Kennzeichnung | Schutzstatus   | Datum     | Bild           |
| ------------------------------------------ | ------------ | -------- | ------------- | -------------- | --------- | -------------- |
| Kirche St-Pierre mit Calvaire und Beinhaus |              | (Lage)   | PA00090213    | Classé Inscrit | 1916 1997 | weitere Bilder |

## Liste der Objekte
- Monuments historiques (Objekte) in Ploudiry in der Base Palissy des französischen Kultusministeriums